# Гипотеза Хадвигера (теория графов)
Гипотеза Хадвигера (теория графов) — одна из неразрешённых гипотез теории графов. Она формулируется следующим образом: всякий {\displaystyle k}-хроматический граф стягиваем к полному графу на {\displaystyle k} вершинах.

## Другие формулировки

В графе, раскрашенном в 4 цвета, отмечены 4 подграфа, между любыми двумя из них есть ребро

Гипотезу Хадвигера можно сформулировать иначе: в каждом {\displaystyle k}-хроматическом графе обязательно существует {\displaystyle k} непересекающихся связных подграфов таких, что между любыми двумя из них есть ребро.
Если ввести для графа число Хадвигера {\displaystyle h(G)} — максимальное {\displaystyle k} такое, что {\displaystyle G} стягиваем к полному графу на {\displaystyle k} вершинах, то гипотеза формулируется в виде неравенства {\displaystyle \chi (G)\leqslant h(G)}, где {\displaystyle \chi (G)} — хроматическое число графа.

## Частные случаи
Случаи {\displaystyle k=2} и {\displaystyle k=3} очевидны: в первом случае граф содержит хотя бы одно ребро, которое и является полным графом {\displaystyle K_{2}}, во втором случае граф не является двудольным и содержит цикл, стягиваемый к {\displaystyle K_{3}}.
Доказательство в случае {\displaystyle k=4} было опубликовано самим Хадвигером в той же работе, в которой была поставлена гипотеза.
Из гипотезы Хадвигера в случае {\displaystyle k=5} следует справедливость проблемы четырёх красок (ныне доказанной): операция стягивания сохраняет планарность, и, если бы существовал планарный 5-хроматический граф, то существовало бы вложение графа {\displaystyle K_{5}} в плоскость, несуществование которого следует из формулы Эйлера. В 1937 году Клаус Вагнер доказал равносильность проблемы четырёх красок и гипотезы Хадвигера при {\displaystyle k=5}, таким образом, этот случай также доказан.
В 1993 году Н. Робертсон, П. Сеймур и Робин Томас доказали гипотезу для {\displaystyle k=6}, используя проблему четырёх красок. Это доказательство получило премию Фалкерсона в 1994 году.
Для {\displaystyle k=7} известно, что если граф не удовлетворяет гипотезе, то он стягиваем и к {\displaystyle K_{4,4}}, и к {\displaystyle K_{3,5}} — полным двудольным графам с долями мощности 4 и 4 и мощности 3 и 5 соответственно.

## Число Хадвигера
Можно определить отображение {\displaystyle h(G)}, сопоставляющее графу {\displaystyle G} максимальное {\displaystyle k} такое, что {\displaystyle G} стягиваем к полному графу на {\displaystyle k} вершинах. Нахождение числа Хадвигера данного графа — NP-трудная задача. В любом графе {\displaystyle G}, для которого {\displaystyle h(G)=k}, существует вершина степени {\displaystyle O(k{\sqrt {\log k}})}. Применяя жадный алгоритм для раскраски графа, из этого утверждения можно вывести, что {\displaystyle \chi (G)=O(h(G){\sqrt {\log h(G)}})}.